# Pamulang
Pamulang est une ville et un district de la province de Banten situés dans la partie occidentale de l’île de Java en Indonésie et qui comptait 286 270 habitants lors du recensement de 2010.